# Горхон (станция)
Горхо́н — станция Восточно-Сибирской железной дороги на Транссибирской магистрали.
Расположена в посёлке Горхон Заиграевского района Бурятии на 5750 километре Транссиба.

## История
Основана в 1900 году.
В 2012 году прекращено пригородное движение поезда Улан-Удэ — Горхон по Транссибирской магистрали. В 2014 году отменена электричка Улан-Удэ — Петровский Завод. С мая 2017 года возобновлено движение электропоезда Улан-Удэ — Петровский Завод (с мая по октябрь, дважды в неделю).

## Дальнее следование по станции
По состоянию на июнь 2019 года через станцию проходят следующие поезда дальнего следования:
| № поезда | Маршрут движения       | № поезда | Маршрут движения       |
| -------- | ---------------------- | -------- | ---------------------- |
| 69       | Чита — Москва          | 70       | Москва — Чита          |
| 77       | Нерюнгри — Новосибирск | 78       | Новосибирск — Нерюнгри |
| 99       | Владивосток — Москва   | 100      | Москва — Владивосток   |

## Пригородное сообщение по станции
| № поезда | Маршрут движения            | № поезда | Маршрут движения            |
| -------- | --------------------------- | -------- | --------------------------- |
| 6649     | Петровский Завод — Улан-Удэ | 6650     | Улан-Удэ — Петровский Завод |
| 6651     | Петровский Завод — Улан-Удэ | 6652     | Улан-Удэ — Петровский Завод |